# Квіти зла
«Кві́ти зла» (фр. Les Fleurs du Mal) — збірка поезій Шарля Бодлера, опублікована 1857 року. Вона вміщує вірші поета, написані в період з 1840 до 1857 року. Цю збірку вважають важливою віхою в розвитку французької поезії та становленні символізму як літературного напрямку. Характер поезій збірки переважно інтимний та декадентський.

## Видання
Вірші, які увійшли до збірки, створювалися впродовж 1840-х і першої половини 1850-х років. Вони почали поступово з'являтися 1855 року в журналі «La Revue des deux Mondes». Всього було надруковано 18 поезій. 4 лютого 1857 року Бодлер послав свої вірші видавцю Огюсту Пулі-Малассісу. 20 квітня 9 із них з'явилися в «Revue française». 25 червня перше видання збірки накладом 1 300 примірників надійшло в продаж. 5 липня критична стаття в газеті «Ле Фігаро» оголосила збірку аморальною. 14 липня газета «Le Moniteur universel» опублікувала статтю з похвальною оцінкою.
Збірка епатувала французьку громадськість, викликавши і захоплення, і невдоволення. На хвилі обурення автор і видавець були покарані французьким судом за образу громадської моралі.  Бодлера оштрафували на 300 франків, шість віршів із збірки потрапили під заборону на публікацію, а саме: "Лесбос" ("Lesbos"), "Прокляті жінки (у тьмяному сяйві)" ("Femmes damnées (À la pâle clarté)"), "Лета" ("Le Léthé"), "До надто веселої" ("À celle qui est trop gaie"), "Коштовності" ("Les Bijoux") та "Метаморфози вампіра" ("Les "Métamorphoses du Vampire"). Ці вірші вийшли в Брюсселі окремою збіркою під назвою «Les Épaves», а судову заборону було скасовано 1949 року.
Друге видання, з якого було вилучено 6 заборонених віршів і додано 32 нових, побачило світ 1861 року накладом 1500 примірників. Третє видання вийшло 1868 року в Брюсселі вже після смерті автора. До нього увійшла 151 поезія, включно із забороненими.

## Структура
Поезії збірки згруповані в 6 частин:
- Сплін та ідеал. Spleen et Idéal
- Паризькі картини. Tableaux parisiens
- Вино. Le Vin
- Квіти зла. Fleurs du mal
- Бунт. Révolte
- Смерть. La Mort

Частини збірки організовано за проблемно-тематичним принципом. "Сплін та ідеал" стоїть на чільному місці, оскільки в ньому, за Бодлером, виражена основна суперечність буття сучасної людини - суперечність між дійсністю й ідеалом та їхня несумісність, що робить життя глибоко драматичним. У другому виданні "Квітів зла" (1861) поет поставив цикл "Бунт" перед циклом "Смерть" і тим самим акцентував останню спробу поєднання ідеалу й дійсності, за невдачею якої йде єдина розв'язка.
Тон збірці задає передмова, в якій нудьга називається найгіршою з бід, а сатана ідентифікується з алхіміком із псевдонімом Гермес Трисмегіст.

## Особливості поетики
У листі до нотаріуса Анселло Бодлер так писав про свою збірку: "Чи треба Вам говорити... що в цю жорстоку книгу я вклав усе своє серце, усю свою ніжність, усю свою релігію (вивернуту), усю свою ненависть? Правда, я напишу протилежне, поклянуся великими богами, що це книга чистого мистецтва, удавання, фіглярства, але я збрешу, як ярмарковий шарлатан".
Одні дослідники пов'язують Бодлера з романтизмом, знаходячи в "Квітах зла" гідне завершення великої епохи романтичної поезії. Інші вбачають у ньому зачинателя символізму, відкривача нової епохи європейської поезії, що охоплює останню третину XIX й початок XX століття. У 60-70-х роках деякі радянські літературознавці почали трактувати творця "Квітів зла" як поета-реаліста. Ці підходи, хоч які різні й навіть цілком протилежні, мають свій сенс, оскільки кожен спирається на певні аспекти бодлерівської поетики, щоправда, надто абсолютизуючи їх і нехтуючи всіма іншими.
За своїм переважним змістом збірка "Квіти зла" й передусім її центральний цикл "Сплін та ідеал" - це лірична драма, де ідеалові безпосередньо протистоїть не сама дійсність, а "сплін" - важкий, хворобливий душевний стан, породжений цією дійсністю. Саме в Бодлера це світосприймання знайшло небачено згущене й експресивне вираження, він зазирнув у незнані безодні людського відчаю й душевного мороку, дійшовши до тієї крайньої межі, за якою мистецтво вже перестає бути мистецтвом.
Нагнітання небувалої ліричної експресії в поезіях Бодлера значною мірою стало можливим завдяки його вельми своєрідній метафориці. Для вираження гнітючого, "сплінічного" стану душі бодлерівська метафорика стягує все найпохмуріше і найзловісніше зі світу конкретно-чуттєвих предметів і явищ. Дух поета тут: "піраміда, бездонний склеп, де більше трупів, ніж у братській могилі", небо на нього "давить, як свинцеве віко труни", поліна тут "глухо гупають об тротуар - так ніби ешафот будує смерть трудна", "надія, як кажан, б'ється боязкими крилами об камінні стіни", а в хворому мозкові "тчуть свої сіті павуки безчестя". Важливо, однак, що всі ці грубо предметні образи існують у високій напрузі ліричного поля бодлерівської поезії, трансформуються в ньому, набуваючи суто ліричного змісту й експресії. Подібні образи-метафори витворюють у Бодлера узагальнений образ реального світу, образ гротескно загострений, спрямований на те, щоб передати жах і потворність життя, й водночас образ деталізований у ряді вимірів зближений з дійсністю. А головне - образ світу у "Квітах зла" не відокремлюється від ліричного образу і не протиставляється йому, навпаки, вони між собою внутрішньо взаємопов'язані в певну суб'єктивно-об'єктивну художню цілісність.

## Цензура
Перше видання вийшло 25 червня 1857 року накладом у 1100 примірників. Вже 7 липня розпочався суд з приводу богохульства і порушення Бодлером норм суспільної моралі, подібно до процесу проти роману Гюстава Флобера «Мадам Боварі» в лютому того ж року. 20 серпня суд засудив Бодлера до виплати штрафу в 300 франків, грошовий штраф також повинен був виплатити видавець, Огюст Пулі-Малассі. Шість найбільш «непристойних» віршів: «Лесбос», «Прокляті жінки», «Лета», «Тій, що надто весело», «Біжутерія», «Метаморфози вампіра» — були видалені зі збірки. Прохальним листом імператриці Євгенії від 1858 року Бодлеру вдалося зменшити розмір штрафу до 50 франків. Заборона на публікацію була скасована тільки в 1949 році.

## Переклади українською

Українське видання «Квітів зла» та інших поезій Шарля Бодлера

- Щурат В. Поезія XIX століття, ч. 1, Львів, 1903; «Зоря», 1897, ч. 15 [перекл. П. Грабовського].
- Шарль Бодлер, Поезії, переклад Дмитра Павличка та Михайла Москаленка, вид. «Дніпро», 1989—357 с. [Архівовано 29 Червня 2020 у Wayback Machine.]
- Шарль Бодлер. Поезії в перекладі Всеволода Ткаченка. [Архівовано 23 Квітня 2021 у Wayback Machine.]

## Виноски
1. ↑  Épaves означає французькою буквально «уламки». В ширшому значенні може означати: предмети, які викинуло море на берег (наприклад, залишки розбитого корабля); людину, зведену до стану крайньої убогості та занедбаності.